# Fritz Schumacher
Pour les articles homonymes, voir Schumacher.
Fritz Schumacher, né le 4 novembre 1869 à Brême (Ville libre de Brême) et mort le 5 novembre 1947 à Hambourg (Allemagne), est un architecte, urbaniste et professeur d'université allemand, cofondateur du Deutscher Werkbund. Il fait partie des architectes ayant participé à la réorganisation de la ville de Cologne au sortir de la Première Guerre mondiale.

## Biographie
Né en 1868 à Brême, Fritz Schumacher a pourtant grandi à New York où son père était consul général du Reich. Il a notamment assisté à la création de Central Park, ce qui marquera sans doute sa future carrière.
Après avoir étudié à Munich et Berlin, Fritz a enseigné à l'université technique de Dresde de 1901 à 1909. 

## Carrière
Schumacher a réalisé divers projets d'urbanisme et d'architecture en Allemagne. Il a notamment travaillé pendant plus de trois ans en tant qu'adjoint à l'urbanisme de la ville de Cologne, avant de devenir l'architecte officiel de la ville de Hambourg.
Il retourne à Cologne plus tard, sur invitation du maire de l'époque Konrad Adenauer en poste depuis 1917, pour revoir les plans de la ville au lendemain de la Première Guerre mondiale. Schumacher est consulté, ainsi que ses collègues Herman Jansen et Paul Bonatz. Les trois prennent la suite de l’architecte Karl Rehhorst, ce dernier ayant fait des propositions de ville-jardin et d'urbanisation très verte pour Cologne qui n'avaient pas séduites. Finalement, ce seront les idées de Schumacher qui seront retenues, celles de Jansen se concentrant quasi-exclusivement sur les logements et celles de Bonatz sur les jardins. Schumacher mixera leur différentes propositions, sans oublier les équipements publics, les monuments historiques ou encore les églises dans son projet.
En 1923, il retournera travailler à Hambourg avec la création du Grand Hambourg, qui n'aboutira qu'en 1937, soit quatre ans après que Schumacher ait pris sa retraite.